# 利陸雁群
利陸雁群（英語：Christina Lee Look Ngan-kwan，1925年8月1日—2022年2月12日），尊稱利孝和夫人，香港社交界名媛和企業家，1981年10月至2012年2月擔任電視廣播有限公司（又名無綫電視）非執行董事。
出身名門的利陸雁群在1949年嫁給已故殷商利希慎之子利孝和。利孝和是無綫電視創辦人之一，1966年起擔任無綫電視首任董事局主席，1980年逝世後，董事局主席由另一主要私人股東邵逸夫爵士接任，而繼承丈夫股權的利陸雁群則於翌年獲邀加入董事局。在無綫電視非執董任內，她時常在電視節目中擔任頒獎和主禮嘉賓，再加上她喜愛穿着旗袍，衣着講究，因此形象深入民心，成為香港電視機觀眾家喻戶曉的人物之一。
信奉天主教的利陸雁群熱心公益，並多次支持香港明愛舉辦的慈善活動，後來她還推動香港的醫療發展，捐助香港大學醫學院等多個醫療組織，為肯定她對社會公益方面的表現，她在2004年獲香港大學頒授名譽大學院士學位。

## 生平

### 早年生涯
利孝和夫人本名陸雁群，籍貫廣東中山，1925年8月1日生於香港，是殷商陸文瀾與妻子陳淑穎所生的次女。她的祖父陸潤卿為美籍華商，1912年與叔祖父陸蓬山等人在香港創辦廣東銀行；父親陸文瀾也是粵港聞人，曾任國民政府政要宋子文的秘書和廣東省政府顧問等職。香港銀行家陸東和莎莎國際控股有限公司財務總監陸楷均為陸雁群的姪兒。陸家本於家鄉中山也有大批產業，但在1950年遭中國共產黨充公。陸雁群1931年至1941年先後受教於聖士提反女子中學小學部和中學部；香港重光後於1945年負笈美國，入讀位於加州的女子專上院校米爾斯學院（Mills College），1948年從該校取得商業管理學士學位畢業。
1949年5月25日，陸雁群在香港嫁給殷商利孝和（1910年－1980年），從此冠夫姓為利陸雁群。利孝和是利希慎家族成員，英國牛津大學畢業，1933年取得執業大律師資格，他是香港電視廣播有限公司（又名無綫電視）創辦人之一，並由1966年至1980年出任董事局首任主席。另外，他也是聯合汽水廠、文華酒店和美都酒店主席，同時身兼多家私人企業的董事。

### 商業生涯
利陸雁群的丈夫利孝和多年來都親自處理自己的商業業務，但他在1980年心臟病病發逝世後，遺產由妻子繼承，結果業務也交由妻子打理。其中，利陸雁群在1980年把聯合汽水廠的廠房售予佳寧集團有份的一個財團，而汽水業務則賣給新加坡的楊協成，結果成功套現數億港元。1981年，適逢美元匯率偏軟，每一美元只兌大約五港元有多，於是她又把賺得的數億港元買入美元。未幾，港元再因為香港前途問題急跌，美元匯價抽升，到1983年底由香港政府制訂聯繫匯率制度，把美元兌港元匯價定於一美元兌7.8港元，期間她把手持的美元賣出，因此獲利甚豐。後來，利陸雁群投資日圓，又到日圓於1985年大幅升值，再加上她其他方面的投資，都為她帶來可觀的收益。

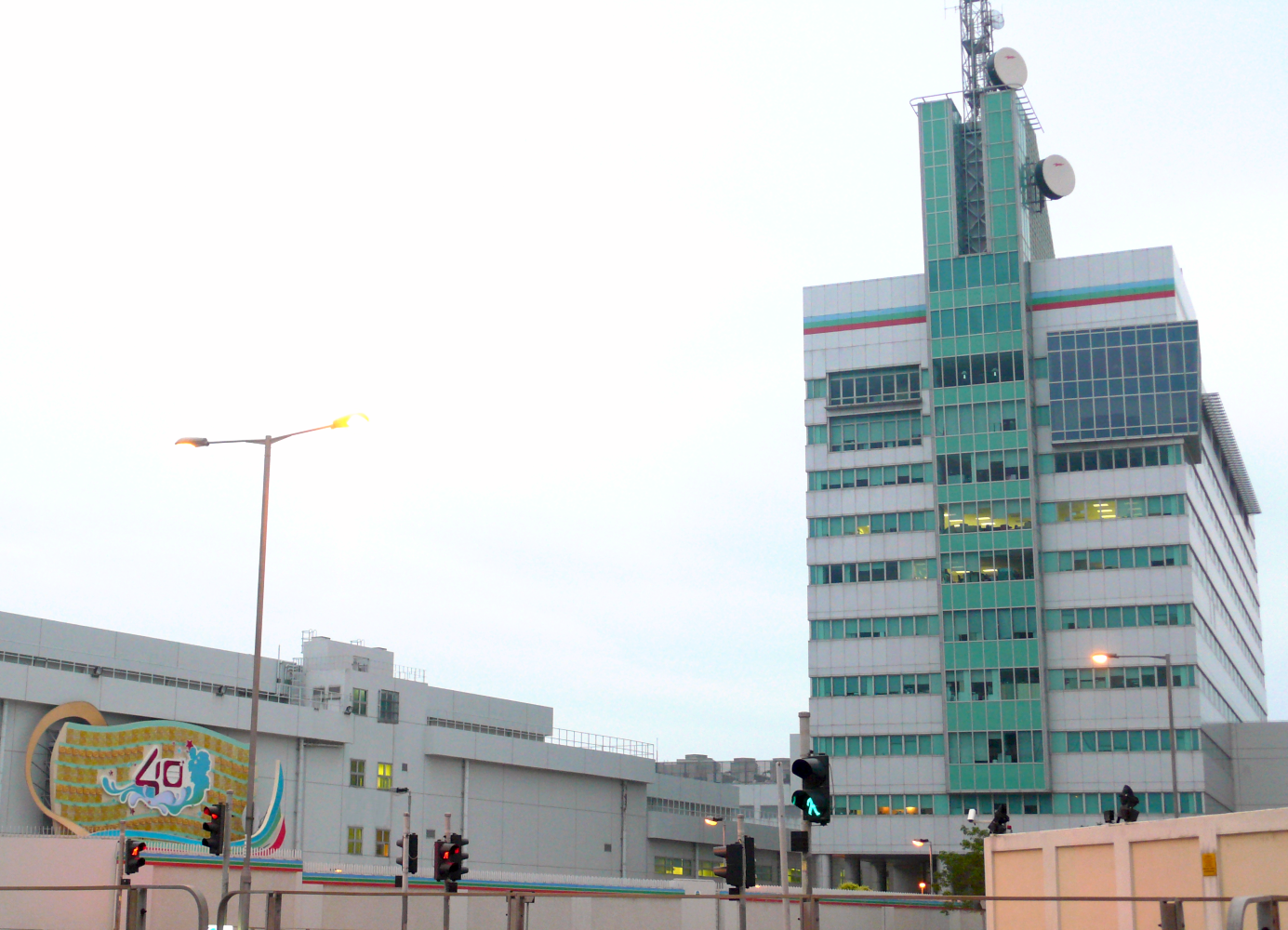
利陸雁群由1981年至2012年擔任電視廣播有限公司非執行董事，前後逾30年

至於無綫電視方面，無綫電視最初的總股數是1,000萬股，當中香港上海滙豐銀行和和記集團各自擁有236.478萬股、時代生活國際有限公司擁有226.92萬股、利孝和獨佔26.62萬股、利希慎家族另外擁有11.624萬股、而邵逸夫爵士則擁有32.458萬股。由於邵逸夫是最大的私人股東，所以當利孝和在1980年逝世後，邵逸夫便旋即接手成為無綫電視董事局主席。至於繼承得丈夫股權的利陸雁群，也於翌年10月獲邀加入董事局擔任非執行董事。
到1984年，無綫電視上市，股份發行數量大幅增至四億股，市值逾17億港元，這時利陸雁群所持的無綫電視股份也已經增至約2,630萬股，佔總發行量大約6.5%。數年後，澳洲奔達集團主席龐雅倫（Alan Bond）在1987年1月向邵逸夫買入無綫電視23%股權，利陸雁群與有關方面也緊隨其後，向奔達售出大約1,260萬股，即約3%的股權，每股作價14港元，她結果從交易中成功套現了1.2億港元。此後，利陸雁群在無綫電視的持股量一直大約維持在3.95%；到2011年12月，已售出無綫股權、年屆104歲的邵逸夫卸任董事局主席一職後，利陸雁群也於2012年2月相繼退任董事局非執行董事一職，改由兒子利憲彬接任。在此以前，利憲彬由2002年起已為母親擔任替任董事，而利陸雁群退出任職逾30年的董事局時，仍持有無綫股權。
早於加入無綫電視董事局前，利陸雁群已活躍於社交界場合，經常獲邀擔任不同公開活動的主禮和剪綵嘉賓。擔任無綫電視非執董任內，她也時常在電視節目中擔任頒獎和主禮嘉賓，再加上她喜愛穿著旗袍，衣著講究，並配上價值數百萬港元的名貴首飾，因此形象深入民心，成為香港電視機觀眾家喻戶曉的人物之一。此外，每年的台慶節目中，利陸雁群、邵逸夫夫人方逸華、董事局副行政主席梁乃鵬、與沈殿霞和汪明荃為首的一眾無綫電視藝員，在節目尾聲的時候都會陪同董事局主席邵逸夫在表演舞台前主持切蛋糕和祝酒儀式。到邵逸夫晚年年事漸高和不便上台後，便改由利陸雁群、方逸華和梁乃鵬主持切蛋糕和祝酒。2012年退出無綫董事局後，利陸雁群雖然不再是無綫董事，但在每年的台慶中仍獲邀參與主持切蛋糕和祝酒儀式。
除了無綫電視以外，利陸雁群也在1991年至1995年擔任生產胸圍的黛麗斯國際有限公司非執行董事，1997年5月又獲邀加入經營化妝品連鎖零售業務的莎莎國際控股有限公司，出任獨立非執行董事，其後於2004年6月改任非執行董事，到2012年8月退任。

### 社會公益
在商業業務以外，利陸雁群多年來也專注社會公益事務，本身信奉天主教的她在1960年擔任瑪利諾修院學校小學部籌募委員會主席，其後又於1970年、1978年、1993年和1996年多次擔任香港明愛籌募委員會主席，以及在1972年加入明愛理事會擔任理事。透過與無綫電視的關係，她還經常安排無綫電視播放慈善籌款節目，並且在1996年、2003年和2004年擔任籌款電視節目「明愛暖萬心」慈善晚會主席、以及在2001年和2002年擔任「明愛暖萬心」慈善晚會榮譽顧問。利陸雁群曾多次捐款支持明愛的發展，並且是明愛的鑽輝贊助人，明愛方面特於2010年把沙田一座新建成的護老院舍命名為「利陸雁群大樓」，以作答謝。
利陸雁群還積極支持香港的醫療發展，她於1997年和1998年分別出任瑪麗醫院心血管基金會籌募委員會主席和聖母醫院寧養服務組籌募委員會主席，其後又於2000年和2002年兩度為眼科醫生林順潮創辦的光明行動護眼基金出任籌募委員會主席，以及在2000年出任香港柏金遜症基金籌募委員會主席。透過利希慎基金等途徑，利陸雁群也多次捐助香港大學醫學院，並於2003年起出任香港大學骨健基金的創會主席，推動醫學院成立骨質疏鬆中心。為肯定她對社會公益方面的表現，她在2004年獲香港大學頒授名譽大學院士學位。

### 晚年生活
自2012年退出無綫電視董事局後，雖然年事漸高，又曾經傳言身體一度抱恙，但利陸雁群仍然保持過往形象，間中出席無綫和其他公開活動和場合，當中包括在2014年1月出席邵逸夫爵士的追思會。同年11月，利陸雁群缺席主持無綫台慶的切蛋糕和祝酒儀式，當時她正擔任已故富商好友倫志炎的治喪委員會委員。自2015年的台慶活動，也不再見她參與主禮。但她在2017年無綫電視金禧台慶中仍有發表賀詞，並於11月19日到將軍澳電視廣播城出席《萬千星輝賀台慶》現場直播節目，並於節目結束前與時任主席陳國強一同主持切蛋糕儀式。
而利陸雁群最後一次公開活動，是2018年11月13日現身利園三期開幕儀式。
2022年2月12日，利陸雁群在家中逝世，終年96歲。2月15日，利家為利陸雁群假香港殯儀館設靈，喪禮以天主教儀式舉行，翌日出殯，靈柩移奉跑馬地天主教聖彌額爾墳場，安葬於利孝和墓位旁。

## 個人生活

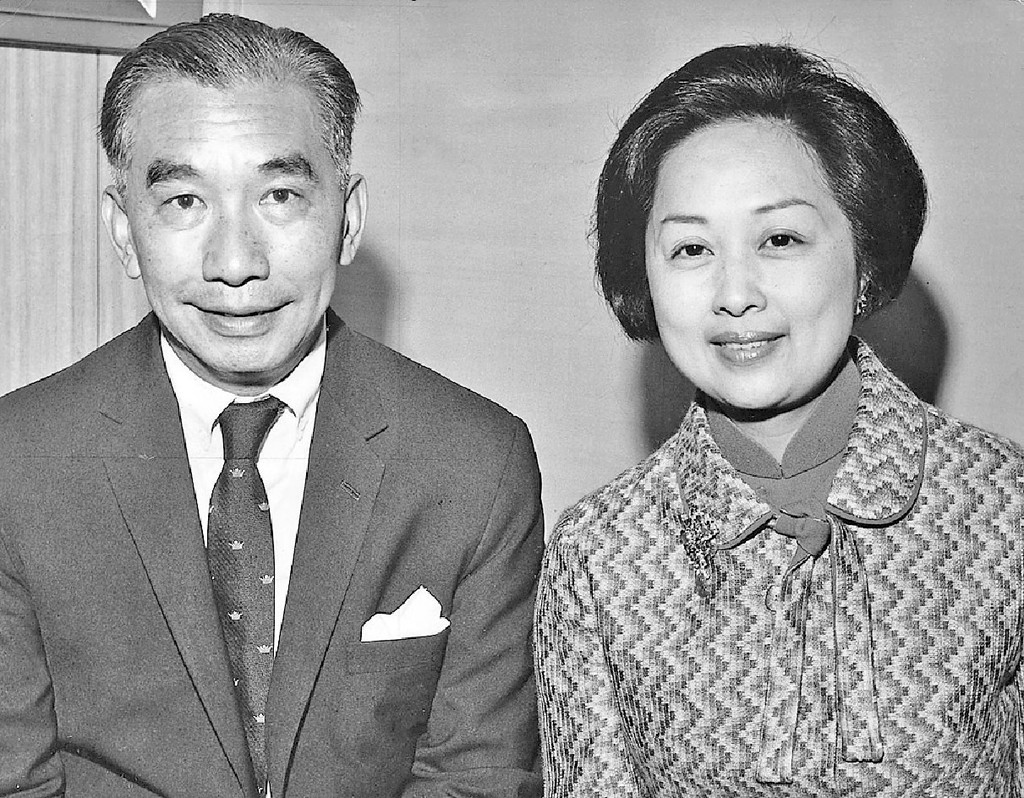
利孝和（左）及利陸雁群，攝於1960年代

利陸雁群信奉天主教，1949年5月25日在花園道聖若瑟堂嫁給已故殷商利希慎之子、行政立法兩局非官守議員利銘澤之弟利孝和為妻。婚禮由國民政府兩廣外交特派員郭德華致詞，出席嘉賓包括時任香港總督葛量洪爵士伉儷、駐港三軍司令馬調士少將、律政司祁利芬和摩士爵士等兩局議員和紳商名流數千人，場面盛大。婚後兩人共育有一子三女，分別名利憲彬、利蘊梅、利蘊蓮和利蘊珍；惟長女利蘊梅在1957年病逝，終年只有七歲。

## 榮譽
- 榮譽學位
  - 名譽大學院士 （香港大學，2004年[8]）
- 以她命名的事物
  - 利陸雁群大樓：位於香港新界沙田崗背街17號，2010年11月舉行祝福禮，是明愛利孝和護理安老院的一部份。[28]
  - 香港中文大學文物館新翼利孝和陸雁群伉儷展覽廳，位於香港中文大學本部文物館舊翼旁，於2025年3月21日開幕。[39]

## 注腳
1. ↑  韋景全. . 香港01. 2022-02-13  [2022-02-13]. （原始内容存档于2022-03-10）.
2. 1 2 3 4 5  〈利榮根大律師與陸文瀾次女結婚〉（1949年5月26日）
3. 1 2 3 4 5 6 7 8 9  何文翔（1992年），頁154至155。
4. 1 2  〈利孝和陸雁群結婚盛況〉（1949年5月26日）
5. ↑  〈中環在線：陸東股而優則樓〉（2007年11月16日）
6. 1 2  《莎莎國際控股有限公司：2011／12中期報告》（2011年11月），頁71。
7. ↑  〈中山等縣共軍大舉查封產業〉（1950年12月15日）
8. 1 2 3 4 5 6 7  "Honorary University Fellows: Mrs. Christina Lee" (16 December 2004)
9. 1 2  〈港視董事局主席利孝和先生逝世〉（1980年6月28日）
10. 1 2 3 4 5  嘯晨（2001年）
11. 1 2 3  藍潮、詹幼鵬（1997年），頁245。
12. 1 2 3  "Lee Look, Christina Ngan Kwan" (retrieved on 20 April 2014)
13. ↑  〈奔達再以每股十四元價格增購香港電視股權〉（1987年2月22日）
14. ↑  〈利孝和夫人重組TVB持股〉（2010年10月12日）
15. ↑  〈董事局主席之退任及委任〉（2011年12月7日）
16. 1 2  〈董事局成員之變更〉（2012年2月3日）
17. ↑  〈隔牆有耳：利孝和夫人唔做，TVB又有人事變動〉（2012年2月4日）
18. ↑  《電視廣播有限公司 二零一一年周年報告》（2012年3月），頁53。
19. ↑  〈亞洲美術聯展今在大會堂預展〉（1965年9月17日）
20. 1 2  〈天主教福利會籌募經費，各界贊助超過預定目標〉（1970年11月4日）
21. ↑  〈利孝和夫人行頭四百萬〉（2002年2月26日）
22. 1 2  〈台慶．你有得揀！〉（2013年11月19日）
23. ↑  〈明愛利孝和護理安老院利陸雁群大樓啟用祝福禮〉（2011年1月5日）
24. ↑  〈李桂蘭指利夫人無恙〉（2012年11月19日）
25. ↑  〈中環在線：希慎大日子，利家大陣仗〉（2012年8月9日）
26. ↑  〈Lisa S.發福現肚〉（2013年1月10日）
27. ↑  〈法拉子珊露背戰〉（2013年9月13日）
28. 1 2  〈利孝和夫人出席追思會〉（2014年1月17日）
29. ↑  高梁（2014年11月21日）
30. ↑  〈「收租王」治喪委員會名人多〉（2014年11月21日）
31. ↑  高梁（2015年11月22日）
32. ↑  《萬千星輝賀台慶》(香港無綫電視翡翠台，2017年11月19日)
33. ↑  . 香港01. 2022-02-13  [2022-03-26]. （原始内容存档于2022-03-10）.
34. ↑  韋景全. . 香港01. 2022-02-13  [2022-02-13]. （原始内容存档于2022-03-10）.
35. ↑  . 明報OL. 2022-02-16  [2022-02-17].
36. ↑  "Hsiao-wo Lee Weds Miss Look" (26 May 1949)
37. ↑  〈訃文〉（1980年6月30日）
38. ↑  〈利孝和大律師七歲女公子病逝〉（1958年1月19日）
39. ↑  . 香港中文大學傳訊及公共關係處. 2025-03-21  [2025-03-29].

### 中文資料
- 〈利榮根大律師與陸文瀾次女結婚〉，《香港工商日報》第五頁，1949年5月26日。
- 〈利孝和陸雁群結婚盛況〉，《華僑日報》第二張第一頁，1949年5月26日。
- 〈中山等縣共軍大舉查封產業〉，《香港工商日報》第三頁，1950年12月15日。
- 〈利孝和大律師七歲女公子病逝〉，《香港工商日報》第六頁，1958年1月19日。
- 〈亞洲美術聯展今在大會堂預展〉，《華僑日報》第三張第三頁，1965年9月17日。
- 〈天主教福利會籌募經費，各界贊助超過預定目標〉，《華僑日報》第四張第一頁，1970年11月4日。
- 〈港視董事局主席利孝和先生逝世〉，《香港工商日報》第六頁，1980年6月28日。
- 〈訃文〉，《香港工商日報》第八頁，1980年6月30日。
- 〈奔達再以每股十四元價格增購香港電視股權〉，《華僑日報》第四張第一頁，1987年2月22日。
- 何文翔，《香港家族史》。香港：明報出版社，1992年。ISBN 978-9-62357-479-2
- 藍潮、詹幼鵬，《邵逸夫傳》。香港：名流出版社，1997年。ISBN 978-9-62928-017-8
- 嘯晨，〈豪門女傑：陸雁群 （页面存档备份，存于）〉，《時代潮》第二十二期，2001年。
- 〈利孝和夫人行頭四百萬 （页面存档备份，存于）〉，《蘋果日報》，2002年2月26日。
- 〈中環在線：陸東股而優則樓 （页面存档备份，存于）〉，《蘋果日報》，2007年11月16日。
- 〈利孝和夫人重組TVB持股〉，《明報》，2010年10月12日。
- 〈明愛利孝和護理安老院利陸雁群大樓啟用祝福禮〉，《明愛簡報》編號73，2011年1月5日。
- 《莎莎國際控股有限公司：2011／12中期報告 （页面存档备份，存于）》。香港：莎莎國際控股有限公司，2011年11月。
- 〈董事局主席之退任及委任 （页面存档备份，存于）〉，《公佈》。香港：電視廣播有限公司，2011年12月7日。
- 〈董事局成員之變更 （页面存档备份，存于）〉，《公佈》。香港：電視廣播有限公司，2012年2月3日。
- 〈隔牆有耳：利孝和夫人唔做，TVB又有人事變動 （页面存档备份，存于）〉，《蘋果日報》，2012年2月4日。
- 《電視廣播有限公司 二零一一年周年報告 （页面存档备份，存于）》。香港：電視廣播有限公司，2012年3月。
- 〈中環在線：希慎大日子，利家大陣仗 （页面存档备份，存于）〉，《蘋果日報》，2012年8月9日。
- 〈李桂蘭指利夫人無恙 （页面存档备份，存于）〉，《蘋果日報》，2012年11月19日。
- 〈Lisa S.發福現肚 （页面存档备份，存于）〉，《蘋果日報》，2013年1月10日。
- 〈法拉子珊露背戰 （页面存档备份，存于）〉，《蘋果日報》，2013年9月13日。
- 〈台慶．你有得揀！ （页面存档备份，存于）〉，《蘋果日報》，2013年11月19日。
- 〈利孝和夫人出席追思會〉，《星島日報》，2014年1月17日。
- 高梁，〈分心看無線台慶騷〉，《澳門日報》，2014年11月21日。
- 〈「收租王」治喪委員會名人多 （页面存档备份，存于）〉，《蘋果日報》，2014年11月21日。
- 高梁，〈于淼唔識乘勢而上〉，《澳門日報》，2015年11月22日。

### 英文資料
- "Hsiao-wo Lee Weds Miss Look", The China Mail, 26 May 1949, p.3.
- "Honorary University Fellows: Mrs. Christina Lee （页面存档备份，存于）", The University of Hong Kong Honorary University Fellowships, 16 December 2004.
- "Lee Look, Christina Ngan Kwan （页面存档备份，存于）", Webb-site Who's Who, retrieved on 20 April 2014.

## 外部連結
- 中環出更：利孝和夫人倦容候車 （页面存档备份，存于），東方日報，2010年9月30日。
- 政情：利孝和夫人傳入院做大手術 （页面存档备份，存于），東方日報，2012年8月30日。
- 與家人歎海鮮 利孝和夫人樂得清閒 （页面存档备份，存于），頭條日報，2012年11月16日。
- 利孝和夫人千金 購大潭輝百苑，經濟日報，2013年11月30日。
- 城中鏡：利孝和夫人閃爆銅鑼灣 （页面存档备份，存于），太陽報，2013年12月6日。